# (107) Камилла
(107) Камилла (лат. Camilla) — астероид внешней части главного пояса, который имеет очень тёмную поверхность, богатую простейшими углеродными соединениями и принадлежит к семейству Кибелы. Он был обнаружен 17 ноября 1868 года Норманом Погсоном в Мадрасской обсерватории и назван в честь Камиллы, королевы народа Вольски в римской мифологии. Название также связано с именем французского астронома Камиля Фламмариона

Орбита астероида Камилла и его положение в Солнечной системе
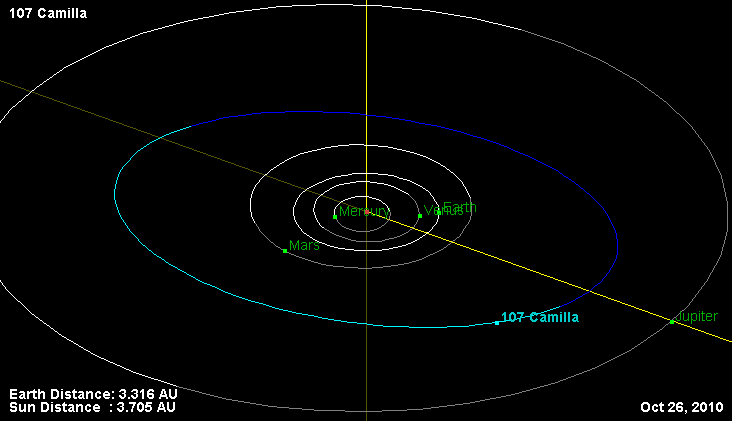
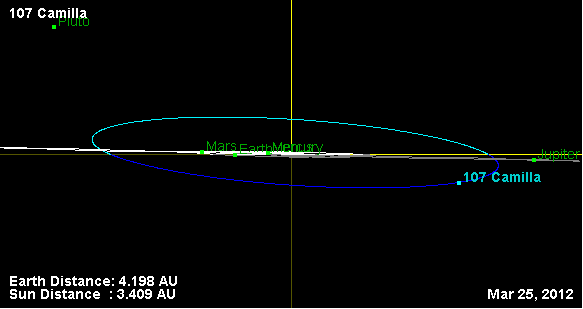

## Спутники
1 марта 2001 года у этого астероида был обнаружен спутник, который пока что получил временное обозначение S/2001 (107) I.
В 2016 году камерой SPHERE на Очень Большом Телескопе (Южная Европейская Обсерватория) у Камиллы заподозрено существование второго спутника S/2016 (107) I.